# Ruy González de Clavijo
Ruy González de Clavijo (Madrid, ... – Madrid, 2 aprile 1412) è stato uno scrittore, diplomatico ed esploratore spagnolo di origine castigliana.

## Biografia
Clavijo è stato l'ambasciatore di Enrico III di Castiglia alla corte di Tamerlano, fondatore e re dell'impero timuride. Un diario del viaggio, forse basato su note dettagliate scritte durante il percorso, fu in seguito pubblicato in spagnolo nel 1582 (Embajada a Tamorlán) ed in inglese nel 1859 (Narrative of the Embassy of Ruy Gonzalez de Clavijo to the Court of Timour at Samarcand AD 1403-6). Clavijo, nobile di Madrid e ciambellano del re, salpò il 21 maggio 1403 con l'ambasciatore di Tamerlano, Muhammed Al-Kazi, un frate domenicano, Alfonso Páez de Santa María, una delle guardie del re, Gómez de Salazar, ed altri castigliani di cui non si sa il nome. Clavijo partì da Cadice, quindi dal Mar Mediterraneo, passando per  Maiorca, Sicilia e Rodi fino a Costantinopoli. 
Usando i nomi moderni dei luoghi, possiamo dire che Clavijo costeggiò le coste turche del Mar Nero fino a Trebisonda, per proseguire a terra attraverso Armenia, Azerbaigian, Iran e Turkmenistan, fino all'Uzbekistan. Visitò Teheran, che nel 1404 si trovava in Persia. L'intenzione originale era quella di incontrarsi con Tamerlano nel suo pascolo invernale, in quella che oggi è la Georgia, ma a causa delle pessime condizioni meteorologiche e di un naufragio, l'ambasciatore fu costretto a tornare a Costantinopoli passandovi l'inverno 1403-1404. Dopo aver salpato per Costantinopoli sul Mar Nero, il gruppo passò i mesi seguenti all'inseguimento dell'esercito di Tamerlano, senza però riuscire a raggiungerlo data la sua velocità di spostamento. È per questo motivo che la delegazione castigliana proseguì fino alla capitale del regno, Samarcanda, nell'odierno Uzbekistan, arrivandovi l'8 settembre 1404, e producendo la più dettagliata descrizione dell'impero di Tamerlano fatta da un occidentale. L'ambasciatore passò molti mesi a Samarcanda, durante i quali assistette alle celebrazioni per la recente vittoria di Tamerlano sul sultano turco, Bayezid I, nei pressi di Ancyra nel luglio 1402. Nonostante non siano riusciti ad ottenere una lettera di Tamerlano per il proprio re, Enrico III, a causa della malattia che portò alla morte dello stesso Tamerlano, i castigliani furono obbligati a partire da Samarcanda il 21 novembre 1404 a causa della morte imminente dell'imperatore.

## Opere
- Ruy González de Clavijo, Testo completo in inglese dell'"Ambasciata", tradotto da C. R. Markham.
- Ruy González de Clavijo, Estratto dell'"Ambasciata a Tamerlano 1403-1406", trad. Guy le Strange, New York e London, 1928.
- Ruy González de Clavijo, Altro estratto dell'"Ambasciata a Tamerlano 1403-1406", trad. Guy le Strange, New York e London, 1928.
- Ruy González de Clavijo, Vida y hazañas del Gran Tamorlán, con la descripción de las tierras de su imperio y señorío